# Jantien Cabout
Jantien Cabout (Gouda, 10 januari 1988) is een Nederlandse waterpolospeelster. Ze speelt linkshandig.
Jantien Cabout begon met waterpolo bij GZC uit Gouda. In 2004 werd ze met het Nederlands jeugdteam eerste op het Europees kampioenschap in Bari. In 2007 maakte ze de overstap naar ZVL in Leiden. In 2009 nam ze met het Nederlands team deel aan het Wereldkampioenschap in Rome en eindigde op een vijfde plaats.
Cabout komt uit een echte waterpolofamilie, haar zus Mieke Cabout en grootvader Joop Cabout hebben deelgenomen aan de Olympische Spelen.

## Palmares

### Clubniveau

#### GZC Donk
- Nederlands kampioenschap waterpolo Dames: 2005
- KNZB Beker: 2005

#### ZVL
- KNZB Beker: 2011-2012
- Supercup seizoen 2012-2013

### Nederlands team
- 2003:  EJK Emmen (Nederland)
- 2004:  Europees Jeugdkampioenschap Bari (Italië)
- 2004: 5e WJK Perth (Australië)
- 2005: 10e WK Montreal (Canada)
- 2005:  EJK Porto (Portugal)
- 2006:  EJK Kirishi (Rusland)
- 2007: 7e WJK Porto (Portugal)
- 2009: 5e WK Rome  (Italië)
- 2010:  EK Zagreb (Kroatië)
- 2011: 7e WK Shanghai  (China)